# John Henry Patterson
Pour les articles homonymes, voir Patterson.
 (janvier 2025).
Si vous disposez d'ouvrages ou d'articles de référence ou si vous connaissez des sites web de qualité traitant du thème abordé ici, merci de compléter l'article en donnant les références utiles à sa vérifiabilité et en les liant à la section « Notes et références ».
Le colonel John Henry Patterson (né le 10 novembre 1867, mort le 18 juin 1947), est un soldat britannique d'origine irlandaise, célèbre pour avoir été Commandant du 38e bataillon des Royal Fusiliers de la légion juive. Il raconte les aventures éprouvantes qu'il vécut en Afrique dans son livre Les mangeurs d'hommes du Tsavo (1907).

## Biographie

### Jeunesse et service dans l'armée britannique
Patterson est né à Forgney (en), Ballymahon dans le comté de Westmeath (aujourd'hui comté de Longford), en Irlande, en 1867. Son père était protestant, et sa mère, catholique romaine. Il rejoint l'armée britannique en 1885, à l'âge de 17 ans, gravit rapidement les échelons et atteint finalement le rang de lieutenant-colonel dans le régiment d'Essex (il quitta l'armée en 1920).

### Les mangeurs d'hommes du Tsavoet autres aventures de l'Afrique de l'Est

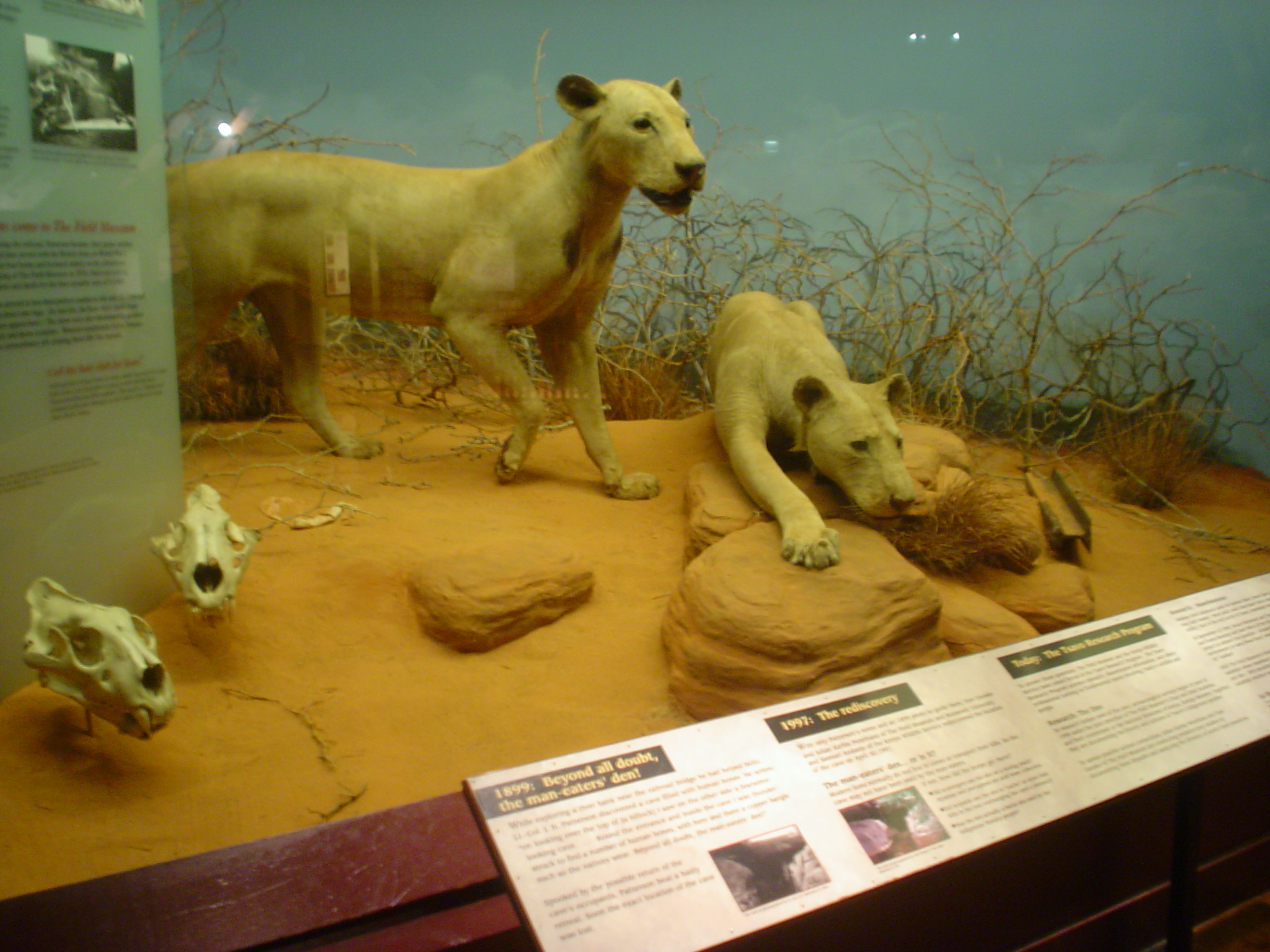
Les lions mangeurs d'hommes de Tsavo naturalisés au musée Field de Chicago.

En 1898, Patterson fut désigné par la Compagnie britannique impériale d'Afrique de l'Est pour superviser la construction d'un pont permettant le passage du chemin de fer au-dessus de la rivière Tsavo, dans l'actuel Kenya. Il arriva sur le site au mois de mars de la même année. Presque immédiatement après son arrivée, des attaques de lions du Tsavo eurent lieu contre les ouvriers travaillant sur le chantier. La nuit, les fauves traînaient les hommes hors de leurs tentes et les dévoraient au milieu du camp.
En dépit de la construction de barrières d'épines (les bomas), de feux de camp maintenus toute la nuit et d'un strict couvre-feu, les attaques s'amplifièrent au point que la construction du pont cessa, à cause de la peur et du départ de nombreux ouvriers. Avec les conséquences économiques désastreuses qu'occasionnait l'arrêt du travail, Patterson eut beaucoup de difficultés à maintenir sa propre autorité, et même sa sécurité personnelle. Les ouvriers superstitieux furent persuadés que les lions étaient en réalité les esprits de sorciers africains. Les ouvriers indiens complotèrent pour assassiner le lieutenant-colonel mais ce dernier déjoua leur plan.
Alors que sa réputation, son travail et sa propre sécurité étaient en jeu, Patterson, qui avait acquis une certaine expérience de la chasse au cours de chasses au tigre pendant ses années de service aux Indes mit tout en œuvre pour en finir avec les deux lions mangeurs d'hommes et mettre un terme à la menace que ceux-ci faisaient peser sur le chantier et les ouvriers dont il avait la responsabilité. Il tua enfin le premier lion au cours de la nuit du 9 décembre 1898 et abattit le second dans la matinée du 29 décembre de la même année, échappant lui-même à cette occasion de peu à la mort lorsque l'animal blessé le chargea. Chaque lion mesurait plus de 2,70 m de long, du museau à la pointe de la queue et il fallut huit hommes pour les transporter chacun à l'extérieur du camp. Ils furent responsables de la mort de plus de 140 personnes, bien que le nombre réel de victimes soit encore incertain à cause du manque de rapports officiels à l'époque. Les rapports du chemin de fer ne font état que de 28 morts parmi les ouvriers mais on pense que les lions tuèrent également un grand nombre d'autochtones pour lesquels aucun rapport officiel n'a été tenu.
Patterson rapporta avoir vu un nombre considérable de restes humains non incinérés, ainsi que des tombes ouvertes et on pense donc que ces lions (qui, comme la plupart des prédateurs sont occasionnellement nécrophages) se sont adaptés à cette source providentielle de nourriture, et finalement firent de l'homme leur principale source de nourriture. Le soldat britannique fut immédiatement déclaré un « héros » par les ouvriers et les autochtones de Tsavo et le récit de l'évènement se répandit vite et loin, comme l'attestent les nombreux télégrammes de félicitations qu'il reçut. L'évènement fut même mentionné à la Chambre des lords, au Parlement britannique, par le premier Ministre de l'époque, Lord Salisbury. La menace des mangeurs d'hommes écartée, le travail reprit et le pont de Tsavo fut achevé en février 1899.
Bien que le chemin de fer ait été depuis longtemps détruit par les soldats allemands, les fondations de pierre sont restées intactes. Par une ironie du sort, les ouvriers qui, quelques mois auparavant, avaient menacé de le tuer, lui firent cadeau d'un bol en argent en remerciement des risques qu'il avait courus pour leur vie. Patterson raconta toujours qu'il considérait ce bol comme son trophée le plus précieux et le plus durement gagné de toute sa vie.

« MONSIEUR, -- Nous, vos Contremaître, chronométreurs, Maîtres et ouvriers, vous présentons ce bol en témoignage de notre gratitude pour le courage dont vous avez fait preuve en tuant deux lions mangeurs d'hommes au péril de votre vie et en nous préservant ainsi de l'atroce destinée d'être dévorés par ces terribles monstres qui ont surgi sous nos tentes la nuit et nous ont pris nos camarades ouvriers. En vous faisant cadeau de ce bol, nous prions tous pour que votre vie soit longue, pleine de bonheur et de prospérité. Nous resterons toujours, Monsieur, vos serviteurs reconnaissants -- PURSHOTAM HURJEE PURMAR, Contremaître et Maitre d'œuvre, au nom de tous vos ouvriers. À Tsavo, le 30 janvier 1899. »

En 1907, il publie son premier livre Les mangeurs d'hommes du Tsavo (The man-eaters of Tsavo and other East African adventures en anglais), qui narre ses aventures africaines. En 1924, après discussions avec les conservateurs du musée Field de Chicago, dans l'Illinois, Patterson accepta de vendre au musée les peaux et les squelettes des deux lions, pour la somme considérable à l'époque de 5 000 livres. Les lions furent remontés et sont exposés avec leurs squelettes d'origine. Les lions reconstruits étaient finalement plus petits que la taille qui avait été mesurée à l'origine, soit parce que Patterson avait exagéré leurs mensurations véritables, soit parce que les peaux, ayant été utilisées avant 1924 comme des tapis de trophée, avaient rétréci.

### L'après Tsavo
En 1906, Patterson retourna à Tsavo pour une chasse. Durant le séjour, il tua un éland, dont il nota qu'il possédait des traits physiques différents des autres élands rencontrés communément dans le sud de l'Afrique, où les premières espèces furent identifiées. En retournant en Angleterre, Patterson fit empailler et monter la tête de l'animal, qu'il fit ensuite voir à R. Lydekker, un membre de la faculté du British Museum. Richard Lydekker identifia le trophée de Patterson comme une nouvelle sous-espèce d'éland, qu'il appela Taurotragus oryx pattersonianius.
De 1907 à 1909, Patterson occupa les fonctions de responsable des chasses pour le protectorat d'Afrique de l'Est, une expérience qu'il relata dans son second livre, In the Grip of Nyika (1909). Malheureusement, pendant un safari avec un de ses camarades, également officier de l'armée britannique, Audley Blyth, qu'accompagnait son épouse Ethel, sa réputation fut ternie par la mort mystérieuse du caporal Blyth, due à une blessure mortelle par balle (un possible suicide - les circonstances exactes de cette mort ne furent jamais éclaircies). Les témoins confirmèrent que Patterson ne se trouvait pas sous la tente de Blyth quand le coup de feu partit, et que c'était en fait l'épouse de Blyth qui se trouvait avec Patterson à ce moment-là, car elle avait été vue surgissant en hurlant de sous la tente, immédiatement après le coup de feu. Patterson fit enterrer Blyth dans la savane et, à la surprise de tous, décida de continuer l'expédition au lieu de retourner au poste le plus proche pour rapporter l'incident. Peu de temps après, Patterson rentra en Angleterre avec Mme Blyth, au milieu de rumeurs de meurtre et d'adultère. Bien qu'il ne fût jamais inquiété, cet incident le poursuivit pendant des années, et fournit la trame du film L'Affaire Macomber (1947), basé sur une adaptation de l'histoire par Ernest Hemingway.
Par la suite, Patterson partit servir dans la seconde guerre des Boers et la Première Guerre mondiale. Bien qu'étant lui-même protestant, il devint une figure majeure du sionisme en servant à la fois comme commandant du Zion Mule Corps et du 38e bataillon des Royal Fusiliers (légion Juive de l'Armée britannique) durant la Première Guerre mondiale. La légion juive allait servir de base à la constitution de l'armée de défense d'Israël quelques décennies plus tard. Patterson fut promu au rang de lieutenant-colonel en 1917 et se retira de l'armée britannique en 1920 après 35 ans de loyaux services. Ses deux derniers livres : With the Zionists in Gallipoli (1916) et With the Judeans in the Palestine campaign (1922) sont basés sur ses expériences durant cette période. Après sa carrière militaire, Patterson continua à apporter son soutien au sionisme en tant qu'intermédiaire pour la création d'un État juif indépendant au Proche-Orient, ce qui devint une réalité avec la création de l'État d'Israël le 14 mai 1948, moins d'un an après sa mort.
Patterson et son épouse Frances (Francie) Helena vécurent dans une modeste maison à La Jolla, en Californie pendant un certain nombre d'années. Finalement, son épouse nécessitant des soins constants et sa propre santé déclinant également, il partit s'installer dans la maison d'un de ses amis, Marion Travis, à Bel-Air en Californie, où il mourut finalement dans son sommeil à l'âge de 80 ans. Son épouse mourut six semaines plus tard dans un centre de soins, à San Diego. Patterson fut incinéré et ses cendres furent expédiées en Israël – l'exacte localisation de ses cendres reste inconnue à ce jour.